# Alte Maße und Gewichte (Antike)
Dieser Artikel gibt einen Überblick über die Maßsysteme der Antike des Mittelmeerraumes.

## Mesopotamisches System
Das antike Mesopotamien (Irak) umfasste mehrere Kulturen. Auf die – zumindest sprachlich – mit keinem ihrer Nachbarn verwandten Sumerer folgten zahlreiche semitische Völker, u. a. die Akkader im 24. Jh. v. Chr. und die Babylonier ab dem 18. Jh. v. Chr. Über Phönizier, Ägypter und Griechen gelangte viel mesopotamisches Wissen bis nach Europa.
Das sumerische Zahlensystem ist auf der Basis 60 begründet (Sexagesimalsystem). Es ist der Ursprung für die noch heute gültige Teilung von Stunden und Winkeln.

### Längen
| Bezeichnung (Umschrift)           | Umrechnung              | Erklärung |
| --------------------------------- | ----------------------- | --- |
| Še (Gerstenkorn)                  | 6 Še = 1 Fingerbreit    | ≈ 2,88 mm (sumerisch) ≈ 2,69 mm (babylonisch) |
| (Fingerbreit)                     | 1⁄16 Fuß = 1⁄30 Elle    | ≈ 1,73 cm (sumerisch) ≈ 1,61 cm (babylonisch) |
| (Fuß)                             | 1 Fuß = 16 Fingerbreit  | ≈ 27,66 cm – sumerischer Herrscher Gudea von Lagasch um 2575 v. Chr., das älteste erhaltene Längenmaß |
| kù (sumerisch) ammatu (akkadisch) | 1 Elle = 30 Fingerbreit | Der Kupferstab Nippur-Elle, das älteste bekannte Referenzmaß, definiert die sumerische Elle zu ca. 518,5 mm, die im dritten vorchristlichen Jahrtausend weit verbreitet war. Sie wurde geteilt in 30 Finger. Die babylonische (oder Salamis-)Elle maß um 484 mm. Zum Vergleich: Der Turm zu Babel sollte im Inneren 120 × 120 Ellen messen. |
| (Rohr)/Kanu                       | 0006 Ellen              | etwa 3 Meter |
| (UŠ) Še                           | 0060 Ellen = 10 Rohr    | etwa 30 Meter |
| (Stadion)                         |                         | etwa 148,5 Meter |
| (NER)                             | 0600 Ellen = 10 UŠ      | etwa 300 Meter |
| (SAR)                             | 3600 Ellen = 6 NER      | etwa 1,8 km |
| (Parasang)                        |                         | etwa 5,6 km |
| (BERU)                            | 6 SAR                   | etwa 10,5 km – sumerisch ursprünglich Danna, das später als Zeiteinheit diente |
| Subban                            |                         | variabel, zwischen 26 und 30 Meter |

### Flächen
| Bezeichnung (Umschrift) | Umrechnung                                        | Umrechnung                               |
| ----------------------- | ------------------------------------------------- | ---------------------------------------- |
| Še                      | ammatu²                                           | 0,25 m²                                  |
| Gin                     | 00003 Se                                          | 0,75 m²                                  |
| Sar                     | 00180 Se = 60 Gin                                 | 45 m²                                    |
| Gan                     | 10.800 Se = 180 Sar                               | 8100 m²                                  |
| iku                     | von einem Kanal und Deich eingefasstes Grundstück | 100 sar, möglicherweise 120 × 120 cubit² |
| Bur                     | 18 iku                                            | 63.510,48 m²                             |

Die oben aufgezählten Werte sind inkompatibel mit dem Bur-Wert. So lautet der auf das absolute Bur-Maß bezogene Wert für
Še = 0,196 m², für Gan = 2.117,02 m².

### Volumen
| Bezeichnung (Umschrift) | Umrechnung | Umrechnung |
| ----------------------- | ---------- | ---------- |
| log                     |            | 0,54 l     |
| homer                   | 720 log    | 388,8 l    |
| Sila                    |            | 0,842 l    |
| ban                     | 10 Sila    | 8,42 l     |

### Gewicht und Währung
| Bezeichnung (Umschrift)                      | Umrechnung                   | Umrechnung  | Erklärung                   |
| -------------------------------------------- | ---------------------------- | ----------- | --------------------------- |
| še                                           | Sesamkorn (vergleiche Grain) | ca. 47 mg   | Hammurapi ca. 1700 v. Chr.  |
| šiklûm (auch Gin und Sekel, Shekal, Schekel) | 180 se                       | ca. 8,36 g  |                             |
| manûm (auch Ma.na und Mine)                  | 60 Siklûm                    | ca. 501,6 g |                             |
| biltûm (auch Gún und Talent)                 | 60 Minen                     | ca. 30 kg   |                             |
| Pim                                          |                              | 7,18…8,13 g | König Saul ca. 1000 v. Chr. |

### Zeit
| Bezeichnung          | Erklärung |
| -------------------- | --- |
| (Jahr)               | Die Sumerer benutzten seit dem 21. Jahrhundert v. Chr. ein Jahr von 360 Tagen |
| (Woche)              | Die Babylonier führten die Woche zu sieben Tagen ein. |
| Danna (Doppelstunde) | Die Teilung des Tages in zwei mal zwölf Stunden geht auf Mesopotamien zurück. Sie waren über das Jahr nicht einheitlich lang, da man sich nach Sonnenauf- und -untergang richtete. |

## Griechisches System
Das griechische Maßsystem basiert hauptsächlich auf dem ägyptischen und diente seinerseits als Grundlage des römischen.

### Längen
| Bezeichnung (Umschrift) | Original                | Übersetzung                                               | Umrechnung                | Erklärung |
| ----------------------- | ----------------------- | --------------------------------------------------------- | ------------------------- | --- |
| daktylos (Pl. daktyloi) | δάκτυλος (Pl. δάκτυλοι) | Finger                                                    | 001 daktylos = 1⁄16 pous  | etwa 1,85 cm |
| kondulos                | κόνδυλος                | Knochengelenk                                             | 002 daktyloi = 1⁄8 pous   | |
| palaiste                | παλαιστή                | Hand(fläche)                                              | 004 daktyloi = 1⁄4 pous   | |
| dichasis                | δίχασις                 | Hälfte                                                    | 008 daktyloi = 1⁄2 pous   | |
| spithame                | σπιθαμή                 | Spanne                                                    | 012 daktyloi = 3⁄4 pous   | |
| pous (Pl. podes)        | πούς (Pl. πόδες)        | Fuß                                                       | 016 daktyloi              | Attisch-ionischer Fuß: 296 mm. Andere: 31,6 cm, angeblich 3/5 ägypt. Königselle. Variiert von 29,6 cm (ionisch) bis 32,6 cm (dorisch)                                      |
| pygme                   | πυγμή                   | Faust                                                     | 018 daktyloi = 11⁄8 pous  | |
| pygon                   | πυγών                   | homerische Elle                                           | 020 daktyloi = 5⁄4 pous   | |
| pechus                  | πῆχυς                   | Elle                                                      | 024 daktyloi = 3⁄2 pous   | 47,4 cm |
| bema                    | βῆμα                    | Schritt                                                   | 040 daktyloi = 21⁄2 podes | |
| orguia                  | ὄργυια                  | Klafter                                                   | 096 daktyloi = 6 podes    | |
| chulon                  |                         |                                                           | 152 daktyloi = 91⁄2 podes | |
| akaina                  | ἄκαινα                  | Spitze                                                    | 960 daktyloi = 60 podes   | |
| plethron (Pl. plethra)  | πλέθρον (Pl. πλέθρα)    | Seilmaß                                                   | 100 podes                 | 29,6 Meter = 32,38 Yard |
| stadion (Pl. stadia)    | στάδιον (Pl. στάδια)    | Rennbahn                                                  | 600 podes = 6 plethra     | Attisches Stadion = 177,6 m. Nicht zu verwechseln mit der Länge des Stadion-Gebäudes in Athen von 185,4 m (157 m bis 211 m). Das Stadion-Gebäude in Olympia misst 192,3 m. |
| diaulos (Pl. diauloi)   | δίαυλος                 | doppelte Rennbahn (hin und zurück)                        | 2 stadia                  | nur beim olympischen Laufen ab 724 v. Chr. |
| dolichos                | δόλιχος                 | Rennbahn für den Langstreckenlauf                         | 6 oder 12 diauloi         | nur beim olympischen Laufen ab 720 v. Chr. |
| parasanges              | παρασάγγης              | (persisch)                                                | 30 stadia                 | = 5,5 km, z. B. bei Xenophon |
| schoinos (Pl. schoinoi) | σχοῖνος                 | wörtl. Riff, basierend auf ägypt. Flussmaß iter oder atur | 60 stadia                 | = 11,1 km, aber lokale Abweichungen |
| stathmos (Pl. stathmoi) | σταθμός                 | Tagesreise                                                |                           | = ca. 25 km, abhängig von Gegebenheiten |

### Volumen
| Bezeichnung (Umschrift) | Original                | Übersetzung           | Umrechnung                | Erklärung |
| ----------------------- | ----------------------- | --------------------- | ------------------------- | --------- |
| kyathos (Pl. kyathoi)   | κύαθος (Pl. κύαθοι)     | Schöpfbecher          | 1⁄24 choinix = 1⁄6 kotyle | ≈ 0,045 l |
| kotyle (Pl. kotylai)    | κοτύλη (Pl. κοτύλαι)    | Flüssigmaß            | 1⁄4 choinix = 06 kyathoi  | ≈ 0,27 l  |
| choinix (Pl. choinikes) | χοῖνιξ (Pl. χοίνικες)   | ursprüngl. für Weizen | 01 choinix = 4 kotylai    | ≈ 1,09 l  |
| modios (Pl. modioi)     | μόδιος (Pl. μόδιοι)     | Metze, Scheffel       | 08 choinikes              | ≈ 8,7 l   |
| medimnos (Pl. medimnoi) | μέδιμνος (Pl. μέδιμνοι) |                       | 48 choinikes = 6 modioi   | ≈ 52,5 l  |
| chus (Pl. choe(i)s)     | χοῦς (Pl. χόες/χοεῖς)   | Trockenmaß            | 03 choinikes = 12 kotylai | ≈ 3,28 l  |
| metretes (Pl. metretai) | μετρητής (Pl. μετρηταί) | Trockenmaß            | 36 choinikes = 12 choes   | ≈ 39,4 l  |

### Gewicht und Währung
| Bezeichnung (Umschrift)                                           | Original                                       | Übersetzung | Umrechnung   | Erklärung                                |
| ----------------------------------------------------------------- | ---------------------------------------------- | ----------- | ------------ | ---------------------------------------- |
| chalkos (Pl. chalkoi)                                             | χαλκός (Pl. χαλκοί)                            |             | ⅛ obolos     | Kupfermünze                              |
| obolos (Pl. oboloi)                                               | ὀβολός (Pl. ὀβολοί)                            | Obolus      | 1/6 drachma  | Silbermünze                              |
| diobolon (Pl. diobola)                                            | διώβολον (Pl. διώβολα)                         |             | ⅓ drachme    |                                          |
| drachme (Pl. drachmai)                                            | δραχμή (Pl. δραχμαί)                           | Drachme     |              | = 4,5 bis 6 g, Gewicht einer Silbermünze |
| stater (Pl. stateres) / hellenistisch: didrachmon (Pl. didrachma) | στατήρ (Pl. στατῆρες) δίδραχμον (Pl. δίδραχμα) |             | 2 drachmai   | nur Münze                                |
| tetradrachmon (Pl. tetradrachma)                                  | τετράδραχμον (Pl. τετρἀδραχμα)                 |             | 4 drachmai   | nur Münze                                |
| dekadrachmon (Pl. dekadrachma)                                    | δεκάδραχμον (Pl. δεκἀδραχμα)                   |             | 10 drachmai  | nur Münze                                |
| mna (Pl. mnai) / latinisiert: mina (Pl. lat. minae)               | μνᾶ (Pl. μναῖ)                                 | Mine        | 100 drachmai |                                          |
| talanton (Pl. talanta)                                            | τάλαντον (Pl. τάλαντα)                         | Talent      | 60 minai     |                                          |

### Zählmaß
| myrias (Pl. myriades) | μυριάς (Pl. μυριάδες) | 10.000 (größtes Zahlwort) |

siehe auch: Griechische Zahlwörter